# 14I busz (Debrecen)
A debreceni 14I jelzésű autóbusz a Nagyállomás és az IT Services Hungary Kft. között közlekedik. A járat feladata a belvárosi iskolák és intézmények kiszolgálása. Útvonala során érinti a Nagyállomást, a FORUM-ot, a Kölcsey központot, a Kenézy Gyula kórházat, az Egyetemi Innovációs Parkot, illetve az IT Services Hungary Kft.-t.

## Története
2019. december 2-án a 11-es buszt ketté vágták, a nyugati szakaszát innentől kezdve a 14-es busz szolgálja ki. Az új járat viszont a belvárosi intézmények nagyrészét nem érintette. A DKV ennek megoldására új járatot indított 14I jelzéssel, mely a problémát enyhíti. A járat csak csúcsidőben közlekedik.

## Útvonala
| IT Services Hungary Kft. felé | Nagyállomás felé |
| --- | --- |
| Nagyállomás vá. – Wesselényi utca – Attila tér – Szent Anna utca – Klaipeda utca – Burgundia utca – Rákóczi utca – Hunyadi János utca – Mester utca – Bartók Béla út – Csigekert utca – Szabó Lőrinc utca – Károli Gáspár utca – Vezér utca – Domokos Márton kert – IT Services Hungary Kft. vá | IT Services Hungary Kft. vá. – Domokos Márton kert – Rugó utca – Vezér utca – Károli Gáspár utca – Szabó Lőrinc utca – Csigekert utca – Bartók Béla út – Mester utca – Hunyadi János utca – Rákóczi utca – Burgundia utca – Klaipeda utca – Szent Anna utca – Attila tér – Wesselényi utca – Nagyállomás vá. |